# Audrys Šimas
Audrys Šimas (ur. 16 maja 1961 w Klausučiai) – litewski polityk, poseł na Sejm Republiki Litewskiej, członek rady gminy Biržai.

## Życiorys
W 1979 uczęszczał do Gimnazjum nr 1 w Birże. W 1999 uczęszczał do Technical Vocational School w Buivydiškės. Licencjat z zarządzania biznesem zdobył w 2016 roku na Uniwersytecie Litewskim.
W latach 2000–2016 był dyrektorem w prywatnej firmie UAB Šalva.
W 2016 przyjął propozycję kandydowania do Sejmu z ramienia Litewskiego Związku Rolników i Zielonych. W wyborach w 2016 uzyskał mandat posła na Sejm Republiki Litewskiej.